# Daphne juraseki
Daphne juraseki är en tibastväxtart som beskrevs av J. J. Halda. Daphne juraseki ingår i släktet tibaster, och familjen tibastväxter. Inga underarter finns listade i Catalogue of Life.